# Barry (hond)

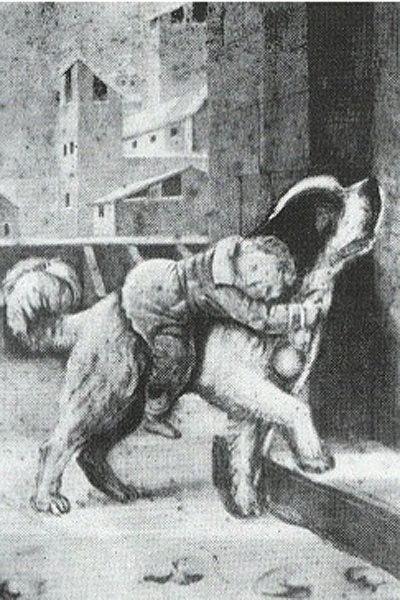
Sint-Bernard Barry

Barry der Menschenretter (Barry de Mensenredder, ook bekend als Barry) (1800 - 1814) was een beroemde Sint-Bernard, die werkte als bergreddingshond. Hij leefde in het klooster bij de Grote Sint-Bernhardpas nabij de Zwitsers-Italiaanse grens en redde het leven van meer dan veertig personen.
Barry's lichaam is bewaard en te bezichtigen in het Nationale Historische museum in Bern, Zwitserland. Ter herinnering aan Barry is in 1900 een monument geplaatst bij de ingang van de Cimetière des Chiens, een huisdierenbegraafplaats nabij Parijs.

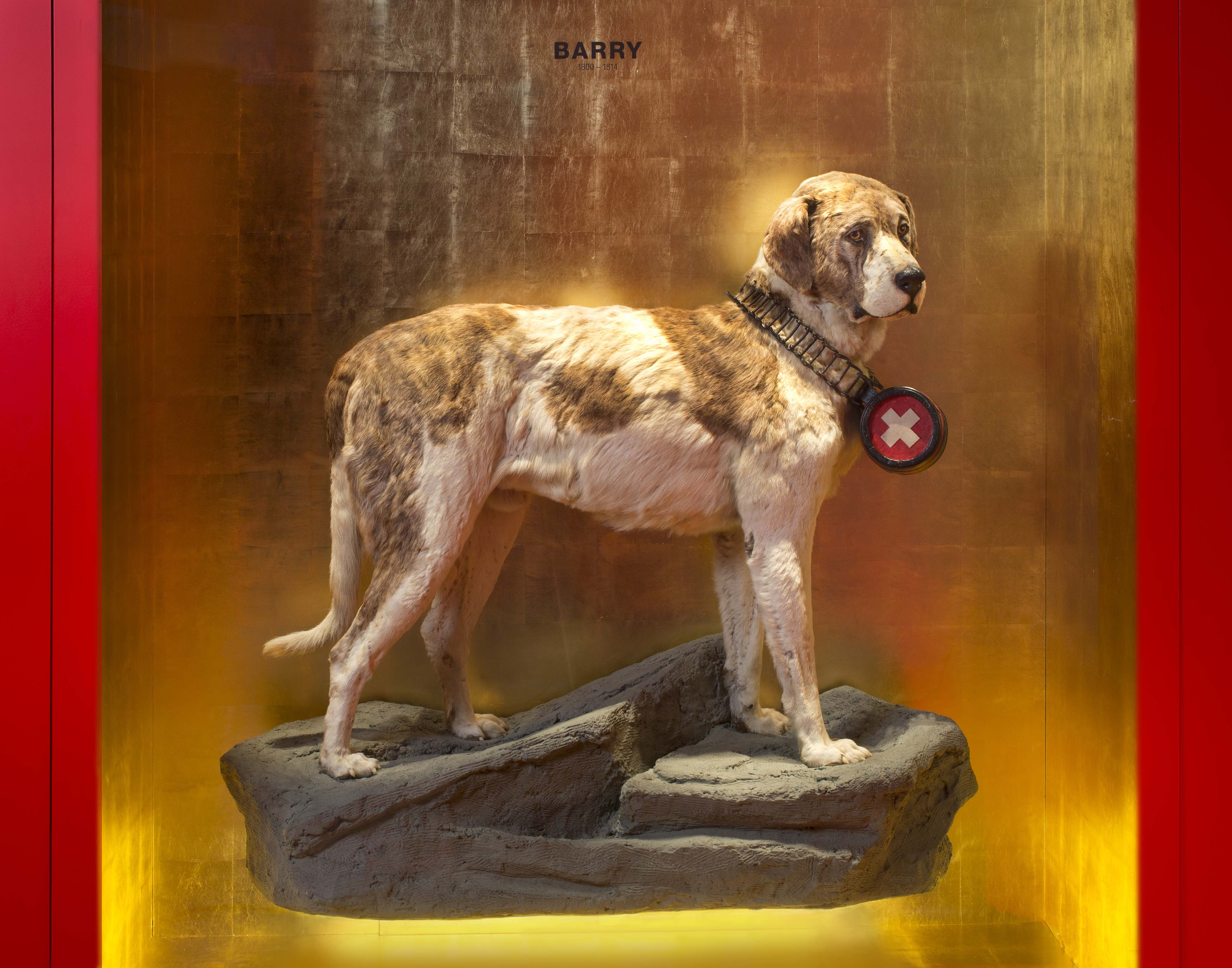
Barry in het Nationale Historische museum in Bern